# Iwan Burow
Iwan Michajłowicz Burow (ros. Иван Михайлович Буров, ur. 18 września 1920 we wsi Koczino w guberni twerskiej, zm. 23 lipca 1998 w Moskwie) – radziecki polityk, działacz partyjny.

## Życiorys
Od 1941 do 1944 pracował jako technik i inżynier-instruktor oraz naczelnik grupy konstruktorskiej Kujbyszewskich Zakładów Lotniczych, w 1944 ukończył Kujbyszewski Instytut Lotniczy i został jego wykładowcą. Od 1944 należał do WKP(b). W latach 1944–1946 był sekretarzem Komitetu Miejskiego Komsomołu w Kujbyszewie (obecnie Samara), później sekretarzem i do 1949 I sekretarzem Komitetu Obwodowego Komsomołu w tym mieście. W 1949 został zastępcą kierownika, a następnie kierownikiem jednego z wydziałów Komitetu Obwodowego WKP(b) w Kujbyszewie, w 1957 ukończył Wyższą Szkołę Partyjną przy KC KPZR, od września 1958 do 1961 był II sekretarzem Komitetu Obwodowego KPZR w Kujbyszewie. Następnie został przeniesiony do Kazachskiej SRR jako II sekretarz Komitetu Krajowego KPK w Celinogradzie (od 1961 do lutego 1965), od lutego 1965 do 1975 był I sekretarzem Komitetu Obwodowego KPK w Pawłodarze, później od 1976 pracował w Moskwie jako wiceminister przemysłu lotniczego ZSRR, w 1983 przeszedł na emeryturę. Był deputowanym do Rady Najwyższej ZSRR 7 kadencji.

## Odznaczenia
- Order Lenina
- Order Czerwonego Sztandaru Pracy (pięciokrotnie)
- Order „Znak Honoru” (dwukrotnie)